# Ophion neglectus
Ophion neglectus là một loài tò vò trong họ Ichneumonidae.